# Live at Sheffield 74 (Gong)
Live at Sheffield 74 is het vijftiende album van de Brits / Franse spacerockband Gong.
Het album is in 1990 uitgebracht maar bevat de opnames van een concert dat in 1973 gegeven is in Sheffield. Uitzondering zijn de loaatste twee nummers (in onderstaande lijst track 9), die opgenomen zijn op het Glastonbury Festival in 1979.

## Nummers
1. "Crystal Gnome, Gnomophone, Bamboule, Gnomofaune" - 11:04
2. "Radio Gnome I & II, Banana Nirvana" - 7:07
3. "Mister Pyxie, Bad de Grass Sax" - 5:35
4. "Deep in the Sky" - 5:09
5. "Flying Teapot, Out of Space" - 5:00
6. "Wet Drum Sandwich" - 3:28
7. "Mange Ton Calepin" - 3:41
8. "You Can't Kill Me" - 6:23
9. "Titicaca, Flute Coda" - 10:27

## Bezetting
- Daevid Allen zang, gitaar
- Didier Malherbe saxofoon, dwarsfluit
- Steve Hillage gitaar
- Tim Blake synthesizer, zang
- Mike Howlett basgitaar
- Pierre Moerlen slagwerk